# Tadeusz Uhl
Tadeusz Uhl – polski inżynier, doktor habilitowany nauk technicznych.

## Życiorys
Jest absolwentem Akademii Techniczno-Rolniczej w Bydgoszczy, w 1981 r. obronił pracę doktorską, w 2012 r. habilitował się. Został pracownikiem naukowym w Politechnice Morskiej w Szczecinie.
Należy do Rady Dyscypliny Naukowej - Informatyki Technicznej i Telekomunikacji PMS.